# 山本康裕
山本康裕（1989年10月29日—），日本靜岡縣濱松市出生的足球运动员，司職中場，現效力日本職業丙組足球聯賽球隊松本山雅FC。

## 經歷
康裕的父親原本喜愛棒球，但在日職聯創立後，便開始熱愛足球，使年少時的康裕受父親影響下而愛上了足球。
在中學時代，康裕加入了磐田山葉的青年球隊，接受訓練。在高校2年級時，康裕便第一次代表磐田山葉上場，對手為大分三神，康裕當時只得16歲11個月24日，康裕亦成為磐田山葉史上，最年輕上場球員。此後，在對FC東京之戰中，球隊在少打一人下，康裕得到出場機會，當時球隊表現未如理想，希望康裕上場能為球隊的中場線注入新動力。而康裕在本季的球衣號碼是24號，這號碼原本屬於外借至愛媛FC的松下幸平。
2007年季前集訓時，康裕的球衣號碼轉為32號，不過康裕已成為常規球員之一。在這年，球隊中場線出現變化，先有主力球員福西崇史轉投FC東京，到季中原本繼任福西崇史的菊地直哉因犯上刑事案被解約，使得康裕能成為常規球員。但是康裕那時仍然是高校3年級學生，他仍然可以代表磐田山葉青年隊（當時他被任命為磐田山葉青年隊隊長）。他希望帶領磐田山葉青年隊爭奪日本青年錦標賽，先奪得高円宮杯U-18東海冠軍。以東海冠軍身份挑戰日本青年錦標賽，可惜在決賽不敵有宇佐美貴史壓陣的大阪飛腳。
2008年，康裕仍是常規球員之一。踏入後半季，康裕以左中場身份登場，仍然得到不少出場機會。
2009年，康裕得以返回防守中場位置，並成為球隊主力。同年，康裕入選日本青年足球代表隊出戰2009年東亞運動會足球比賽，可惜，在決賽的點球大戰中，不敵有主場之利的香港隊奪得亞軍。然而，康裕在加時賽期間已被換離場，並未參與點球大戰。
2010年，康裕成為了球隊中後場的多面手，隨著駒野友一受傷，康裕經常以兩邊後衛身份出場，使他成為了主力球員之一。
2011年，西紀寬經常受傷下，康裕成為了球隊右中場的常規正選，表現活躍。
2012年，在森下仁志帶領下，球隊起用不少年青球員，如山本康裕、山田大紀、山崎亮平和金園英學等等，球隊在年青球員活躍表現下，一度在聯賽榜排名第2。可惜，踏入後半季，年青球員表現患得患失，令磐田山葉最終只能排名第12。
2013年，球隊簽入伊野波雅彥，令康裕的正選位置有所動搖。

## 逸事
- 康裕一直憧憬自己能成為福西崇史那樣的重心球員，使他在青年隊時期選擇了23號球衣（福西在磐田山葉便是23號球衣）。2006年，康裕終於能與福西崇史一起在球隊練習。並於2008年繼承了福西崇史的23號球衣。

## 曾效力球隊
- 2002年 - 2004年磐田山葉足球學校浜北(U-15)
- 2005年 - 2007年 磐田山葉青年隊
  - 2006年 - 2007年 磐田山葉 （同時被註冊為青年隊及職業隊球員）
- 2007年 - 磐田山葉

## 個人戰歷
| 年度   | 球隊     | 聯賽 | 球衣號碼 | 聯賽 | 聯賽 | 聯賽 | 聯賽 | 聯賽杯 | 聯賽杯 | 天皇杯 | 天皇杯 | 全年合計 | 全年合計 |
| 年度   | 球隊     | 聯賽 | 球衣號碼 | J1   | J1   | J2   | J2   | 聯賽杯 | 聯賽杯 | 天皇杯 | 天皇杯 | 全年合計 | 全年合計 |
| 年度   | 球隊     | 聯賽 | 球衣號碼 | 出場 | 得分 | 出場 | 得分 | 出場   | 得分   | 出場   | 得分   | 出場     | 得分     |
| ------ | -------- | ---- | -------- | ---- | ---- | ---- | ---- | ------ | ------ | ------ | ------ | -------- | -------- |
| 2006年 | 磐田山葉 | J1   | 24       | 1    | 0    | -    | -    | 0      | 0      | 0      | 0      | 1        | 0        |
| 2007年 | 磐田山葉 | J1   | 32       | 3    | 0    | -    | -    | 3      | 0      | 0      | 0      | 6        | 0        |
| 2008年 | 磐田山葉 | J1   | 23       | 9    | 5    | -    | -    | 1      | 0      | 0      | 0      | 10       | 0        |
| 2009年 | 磐田山葉 | J1   | 23       | 26   | 0    | -    | -    | 3      | 0      | 2      | 0      | 31       | 0        |
| 2010年 | 磐田山葉 | J1   | 23       | 31   | 1    | -    | -    | 10     | 0      | 3      | 1      | 43       | 2        |
| 2011年 | 磐田山葉 | J1   | 23       | 23   | 2    | -    | -    | 3      | 0      | 2      | 0      | 28       | 2        |
| 2012年 | 磐田山葉 | J1   | 23       | 23   | 7    | -    | -    | 6      | 0      | 2      | 1      | 31       | 8        |
| 2013年 | 磐田山葉 | J1   | 23       |      |      | -    | -    |        |        |        |        |          |          |
| 总数   | 总数     | 总数 | 总数     | 115  | 10   | -    | -    | 26     | 0      | 9      | 2      | 150      | 12       |

- 2006年及2007年，山田康裕同時被註冊為青年隊球員

其他賽事
- 2011年
  - 駿河銀行錦標賽 出場1次0入球

## 初次紀錄
- 日職聯初出場：2006年9月23日 J1 對大分三神 於山葉球場
- 日職聯初入球：2010年8月22日 J1 對清水心跳 於靜岡體育場

## 獎項

### 球隊
- 駿河銀行錦標賽
  - 冠軍:1次
    - 2011

### 代表隊
- 東亞運動會
  - 亞軍:1次
    - 2009

## 代表隊歷
- 日本U-16代表
  - 2006年法國蒙泰居國際足球大會（日语：モンテギュー国際大会 (フランス)）
  - 2006年豐田國際青年足球大會（日语：豊田国際ユースサッカー大会）
- 日本U-18代表
  - 2007年奧大利亞奧運節國際青年足球大會 SBS盃国際
- 日本U-19代表
  - 卡塔爾國際友誼錦標賽（英语：Qatar International Friendship Tournament）
  - 2008年亞洲青年錦標賽
- 日本U-22代表
  - 2012倫敦奧運足球外圍賽
- 日本U-23代表
  - 2009年東亞運動會
  - 2012年倫敦奧運會後補球員